# تصنيف الأفلام ووسائل الإعلام الألمانية

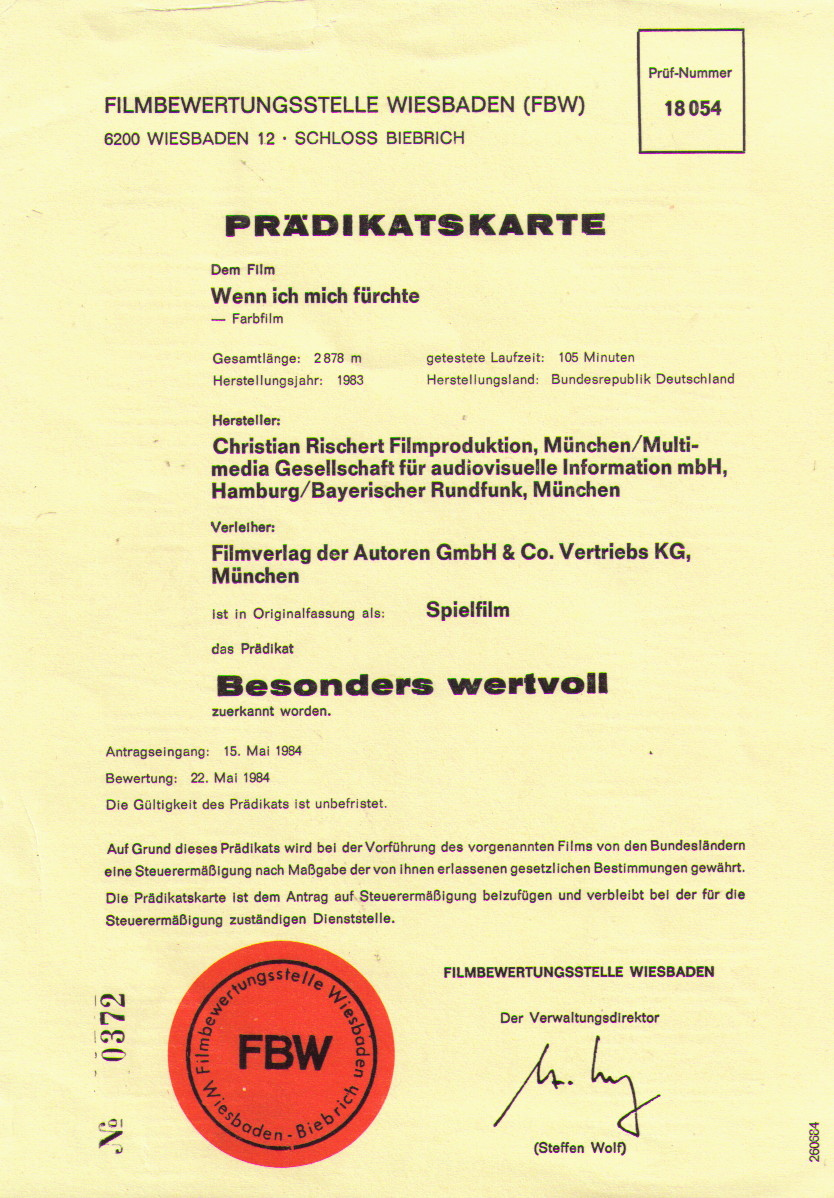
وثيقة اعلامية ألمانية

تصنيف الأفلام ووسائل الإعلام الألمانية (بالألمانية: Deutsche Film- und Medienbewertung) (FBW) هيئة فيدرالية ألمانية لتقييم وتصنيف الأفلام ووسائل الإعلام، مقرها في قصر بيبريش في فيسبادن. تم تأسيسها بموجب قرار في 20 أغسطس 1951 من جمعية منتظمة لجميع وزراء التعليم في الدولة الألمانية.
تقدم FBW التي تشرف عليها وزارة العلوم والفنون في ولاية هيسن، رأي خبير حول الأفلام. علامتا الشهادة للجودة المتميزة هي "جديرة بالاهتمام :ثمين" (Wertvoll)، و"جديرة بالاهتمام بشكل خاص: ذات قيمة خاصة (Besonders wertvoll).
في حالة الفوز بعلامة، يتلقى كتاب السيناريو والمخرجين وغيرهم من فناني الأفلام ما يسمى بالنقاط المرجعية؛ هذه تجعل من السهل على صانعي الأفلام تلقي الإعانات للمشاريع المستقبلية. وبالمثل، فإن الأفلام المصنفة على أنها "جديرة بالاهتمام" أو "ذات قيمة خاصة" تخضع لضرائب ترفيه أقل، اعتمادًا على قوانين الولاية المحددة. يتم تصنيف الأفلام بشكل منفصل حسب النوع. على سبيل المثال، صنفت هيئة المحلفين نفسها فيلمين: "هيل بوي الثاني: الجيش الذهبي"، و"الفرقة البيضاء"، في نفس الاجتماع، ومنحتهم قيمة خاصة.
أول فيلم تمت مراجعته وتصنيفه من هذه المؤسسة كان أول فيلم إخراجي لبيتر لوري، وهو الفيلم الألماني "الضائع". تعرض هيئة FBW لانتقادات شديدة لمنحها تصنيفًا جديرًا بالاهتمام لرامبو الثالث.
يعمل كل من FBW، وهيئة (التنظيم الذاتي الطوعي لصناعة السينما FSK) ومقرها في فيسبادن، بشكل مستقل عن بعضهما البعض. يدير FSK (على غرار المجلس البريطاني لتصنيف الأفلام) نظام تصنيف الصور المتحركة فيما يتعلق بأهلية الأفلام للأطفال، ويركز على العمر الذي يجب أن يكون عليه المشاهدون قبل أن يُسمح لهم باستهلاك الوسائط التي تم فحصها دون شركة بالغ. بينما تتمتع FSK بصلاحية فحص جميع الوسائط قبل بيعها في ألمانيا، تقوم FBW بمراجعة جميع الأفلام التي يمكن توزيعها بشكل قانوني في ألمانيا. يتم تدقيق الأفلام عند الطلب، مقابل رسوم تبلغ حوالي 20 يورو للدقيقة. يتقاضى 85 قاضيًا يحكمون في الأفلام في فرق مكونة من خمسة أفراد على أساس رمزي مقابل 20 يورو في اليوم بالإضافة إلى المصاريف.
نظرًا لأن تصنيفات FBW ذات قيمة في تسويق الأفلام وأقراص DVD تقوم FBW بالتدقيق في معظم الإنتاج التجاري، على الرغم من أن أي مخرج أفلام يمكن أن يصنف فيلمه القصير لدى FBW أيضاً.

## وصلات خارجية
https://www.bbfc.co.uk/ تصنيف الأفلام ووسائل الإعلام الألمانية
https://www.fbw-filmbewertung.com/ تصنيف الأفلام ووسائل الإعلام الألمانية
https://hyperleap.com/topic/Deutsche_Film-_und_Medienbewertung_(FBW) تصنيف الأفلام ووسائل الإعلام الألمانية